# Pavilon A
Pavilon A, též Obchodně průmyslový palác, je výstavní hala na brněnském výstavišti postavená v letech 1927–1928 jako významná součást urbanistické kompozice výstavního areálu. Stavba je tvořena železobetonovou konstrukcí s nosnými oblouky ve tvaru řetězovky a prosklenými stěnami, ústřední kruhová rotunda je doplněna dvěma křídly ve tvaru písmene V, která určují směřování dvou hlavních promenád.
Autory pavilonu byli Josef Kalous a Jaroslav Valenta. Výstavba trvala 230 dní a spotřebovala 50 nákladních vlaků stavebního materiálu.
V roce 1976 byla podle návrhu Ivana Rullera, Zdeňka Müllera a Petra Uhlíře realizována vestavba, která spojila obě křídla. V 80. letech pak byla celá budova rekonstruována, do výstavních sálů bylo přidáno vytápění a galerie, čímž byl zajištěn celoroční provoz. V souvislosti s rekonstrukcí pavilonu C v roce 1998 byl s ním propojen paserelou – válcovitou spojovací chodbou se spirálovým pláštěm.